# Il ragazzo che collezionava l'Uomo Ragno
Il ragazzo che collezionava l'Uomo Ragno (The Kid Who Collects Spider-Man) è una storia di Spider-Man scritta da Roger Stern, originariamente pubblicata su The Amazing Spider-Man n. 248 nel 1984 . Nella storia, un giovane fan di Spider-Man incontra il suo eroe. Il fumetto è stato selezionato come una delle "10 migliori storie di Spider-Man di tutti i tempi" da Wizard ed è considerato tra le storie di Spider-Man più amate.

## Trama
Il giovane Timothy "Tim" Harrison è definito da un articolo del Daily Bugle scritto da Jacob Conover come il più grande fan di Spider-Man del mondo, che ha raccolto su di lui tutti gli articoli e cinescopi disponibili, oltre che un proiettile risalente a un crimine sventato dall'eroe. Mentre Tim si trova nel suo letto, Spider-Man entra nella sua stanza e passa le ore seguenti a parlare con lui sulla sua carriera, rimanendo sorpreso e toccato dall'adorazione che il bambino nutre nei suoi confronti.
Quando Spider-Man sta per andarsene, Tim gli chiede chi sia veramente; dopo qualche esitazione, l'eroe si toglie la maschera e rivela al bambino di essere Peter Parker, raccontandogli poi della fatidica notte in cui le sue azioni portarono alla morte di suo zio Ben, spingendolo a darsi alla lotta al crimine. La scoperta di ciò non cambia l'ammirazione di Tim per il suo eroe, quindi Peter, in lacrime, lo abbraccia e se ne va.
Si scopre che Tim non è in casa sua, ma in una clinica oncologica. L'ultima didascalia dell'articolo di Conover rivela che il bambino è in fin di vita a causa della leucemia e aveva come unico desiderio quello di incontrare di persona il suo eroe.

## Contesto
La trama principale di Amazing n. 248 ruota attorno a uno scontro tra Spider-Man e Thunderball, ma la storia di contorno di Stern è quella più ricordata e amata. L'autore ha affermato di aver voluto realizzare una storia breve nello stile di Will Eisner, a cui si è ispirato anche nello stile narrativo di ritagli di giornale. La morte di Tim viene menzionata nel fumetto "Canto di Natale di Spider-Man" di Danny Fingeroth e Ron Garney, in cui Spider-Man incontra il fratello di Tim, Joey. Parte della storia è stata adattata nel fan film Spider-Man: Lotus.